# Ateneum (starożytny Rzym)
Ateneum (łac. Athenaeum) – pierwsza państwowa szkoła wyższa w starożytnym Rzymie, założona w 135 r. przez cesarza Hadriana.
Nazwa szkoły nawiązywała do Aten jako wzoru kulturowego. Wykładano w niej filozofię, retorykę, gramatykę i prawo. Ateneum znajdowało się w pobliżu Kapitolu. Istniało do V w. n.e. 